# Guanlong
A Guanlong (jelentése 'koronás sárkány', a kínai 冠龙五彩 / guānlóng szóból) a proceratosaurida tyrannosauroidea dinoszauruszok egyik neme, a tyrannosauroideák fejlődési vonalának egyik legkorábbi képviselője. Ez a körülbelül 3 méter hosszú, két lábon járó húsevő a késő jura korban, mintegy 160 millió évvel ezelőtt élt, 92 millió évvel jól ismert rokona, a Tyrannosaurus előtt.
Sok olyan tulajdonsággal rendelkezett, amelyekkel a leszármazottai is, de voltak szokatlan jellemzői, mint például a fején viselt nagyméretű taraj. A későbbi tyrannosauroideáktól eltérően a Guanlong-fajok mellső lábán három ujj helyezkedett el. Egyedi taraját leszámítva hasonlít közeli rokonára a Dilongra, és talán hozzá hasonlóan kezdetleges tollak borították.

## Felfedezés
A Guanlong nemzetséget az észak-kínai Dzsungária területen fedezték fel a George Washington Egyetem tudósai, nevét pedig Xu Xing (Hszü Hszing) alkotta meg 2006-ban. A guanlong név a kínai 'korona' és 'sárkány' szavak összetételéből származik, és a fejdíszre utal. A faj neve, a wucaii (wŭcái) jelentése öt szín, és Wucaiwan többszínű kőzetére utal, melyben a maradványokat megtalálták.

## Példányok
A Guanlong nem jelenleg két példány alapján ismert. A holotípus, az IVPP V14531 jelzésű lelet egy meglehetősen teljes, részben összefüggő felnőtt csontváz. A másik, IVPP V14532 jelzésű fosszília teljesen összefüggő, majdnem teljes, és egy kifejletlen egyedhez tartozik. Az előbbi, amely 7 éves kora körül válhatott felnőtté, körülbelül 12, az utóbbi pedig 6 éves lehetett a pusztulása idején. A fiatal példány fejdísze jóval kisebb és a pofa elülső részére korlátozódik, míg a felnőtté nagyobb és a koponya középvonalán az orrtól a szemekig fut végig.

## Fejdísz
Sok theropoda, köztük számos tyrannosauroidea koponyáján találtak csontos fejdíszeket. Közülük a legbonyolultabbal a Guanlong nem fajai rendelkeznek. A fejdísz vékony, finom szerkezetű, és számos nagy nyílás (foramen) található rajta a tömeg csökkentése céljából.
Az ilyen fejékeknek talán a párkeresésnél való pózolásban vagy az egyes példányok azonosításában volt szerepük.  A Guanlong fajok esetében például a hátrány-elv (handicap) lehetett érvényben, mivel a nagy és érzékeny fejdísz valószínűleg nem járt előnnyel a vadászat során a feltehetően aktív ragadozó életmódot folytató állat számára. Ha egy egyed egészséges és sikeres vadász volt a törékeny csontdíszek ellenére, akkor az a kisebb díszűeket felülmúló kiváló tulajdonságait jelezhette. A Guanlong fejéke talán a nemi szelekció eszközeként fejlődött ki, hasonló szerepet töltve be, mint a ma élő pávák nehezen kezelhető farka vagy az óriásszarvas agancsa, az udvarlásnál előnyt, a vadászatnál pedig hátrányt jelentve.

## Popkulturális hatás
- A Guanlong szerepel a National Geographic Channel Dino-csapda (Dino Death Trap, 2007) című műsorában, amely elsőként foglalkozik az állat felfedezésével és „halálcsapdaként” leírt kínai lelőhelyének ismertetésével.
- Több Guanlong-példány is szerepel a Jégkorszak 3. – A dínók hajnala című rajzfilmben.
- A Guanlong látható a National Geographic Bizarr dinoszauruszok (Bizarre Dinosaurs, 2008) című műsorában is.

## Fordítás
- Ez a szócikk részben vagy egészben a Guanlong című angol Wikipédia-szócikk ezen változatának fordításán alapul.  Az eredeti cikk szerkesztőit annak laptörténete sorolja fel. Ez a jelzés csupán a megfogalmazás eredetét és a szerzői jogokat jelzi, nem szolgál a cikkben szereplő információk forrásmegjelöléseként.